# Критмум
Критмум (лат. Crithmum) — монотипный род многолетних растений семейства Зонтичные (Apiaceae).
Единственный вид — Критмум морской (лат. Crithmum maritimum L.).

## Распространение и экология
Произрастает в Северной Африке, Передней Азии, Южной Европе, на Кавказе, в Великобритании и Нидерландах.
Растет по приморским каменистым склонам, скалам, пескам.
В плодах содержится 0,7—0,8 % эфирного масла (0,3—0,5 % в вегетативных органах). В состав эфирного масла входят тимол, дилапиол и стерин крийлин.
Листья имеют приятный аромат. Их употребляют для приготовления маринадов, солений, как приправу к салатам и соусам.

## Ботаническое описание
Многолетнее голое растение, корневище толстое, вверху ветвистое.
Стебель прямой или восходящий, 20—50 см высотой, округлый, полый, тонкобороздчатый.
Листья светло-зелёные, мясистые, нижние на черешках, при основании расширенных во влагалище.
Соцветие — зонтик с 10—20 лучами. Лучи обёртки ланцетовидные, многочисленные, по краю пленчатые. Лепестки около 1 мм.
Плоды около 6 мм длиной.
Цветёт в июле—августе.

## Таксономия
Вид Критмум морской — единственный представитель рода Критмум (Crithmum) семейства Зонтичные (Apiaceae) порядка Зонтикоцветные (Apiales).
|  |                                      |  |                                                             |                                                             |                     |  | ещё 8 семейств (согласно Системе APG II) |                     |                        |                     |
|  |                                      |  |                                                             |                                                             |                     |  |                                          |                     |                        | вид Критмум морской |
|  |                                      |  |                                                             | порядок Зонтикоцветные                                      |                     |  |                                          |                     | монотипный род Критмум |                     |
|  |                                      |  |                                                             | порядок Зонтикоцветные                                      |                     |  |                                          |                     | монотипный род Критмум |                     |
|  | отдел Цветковые, или Покрытосеменные |  |                                                             |                                                             | семейство Зонтичные |  |                                          |                     |                        |                     |
|  | отдел Цветковые, или Покрытосеменные |  |                                                             |                                                             |                     |  |                                          |                     |                        |                     |
|  |                                      |  | ещё 44 порядка цветковых растений (согласно Системе APG II) | ещё 44 порядка цветковых растений (согласно Системе APG II) |                     |  |                                          | ещё около 300 родов | ещё около 300 родов    |                     |
|  |                                      |  |                                                             | ещё 44 порядка цветковых растений (согласно Системе APG II) |                     |  |                                          |                     | ещё около 300 родов    |                     |